# Isla Saso
Isla Saso es una isla de la costa de Yemen. Se encuentra ubicada en el mar Rojo en las coordenadas geográficas 16°54′0″N 41°42′0″E / 16.90000, 41.70000. En el siglo XV, había una ruta de navegación reconocida en el oeste de la isla.